# Bolesław Leitgeber
Bolesław Leitgeber (* 7. Juli 1900 in Poznań; † 24. Januar 1993 in Truro, Cornwall) war ein polnischer Diplomat, Maler und Schriftsteller.

## Leben und Tätigkeit
Leitgeber war ein Sohn des Jan Leitgeber und seiner Frau Maria, geb. Otmianowska. Er studierte Wirtschaft an der Universität Poznań. Anschließend durchlief er vertiefende Studien an der Akademie für Internationales Recht in Den Haag. 1924 trat er in den polnischen diplomatischen Dienst ein. 1928 wurde er der polnischen Botschaft in Kopenhagen als Attaché zugeteilt. 1935 schied er aufgrund politischer Differenzen mit der Staatsführung aus dem diplomatischen Dienst aus. In den nachfolgenden Jahren betätigte er sich als Journalist.
1936 zog Leitgeber als Korrespondent der Tageszeitung Kurier Poznański nach Berlin. Aufgrund seiner kritischen Berichterstattung über die in Deutschland herrschenden Verhältnisse entzog ihm das Reichspropagandaministerium 1938 die Akkreditierung, worauf er von seinem Chefredakteur als Korrespondent nach London entsandt wurde.
Als nach dem deutschen Überfall auf Polen im September 1939 und der nachfolgenden Besetzung seiner Heimat im Winter 1939/1940 eine polnische Exilregierung gebildet wurde, wurde Leitgeber als Diplomat reaktiviert und zum 1. Sekretär bei der polnischen Botschaft in London ernannt. Diese Stellung hatte er bis 1943 inne. Er unterstand in dieser Stellung dem Grafen Edward Raczyński. Während des Krieges galten seine Bemühungen vor allem der Erhaltung polnischer Kunstwerke.
In seiner Freizeit betätigte Leitgeber sich als Maler: Vierundzwanzig von ihm in Öl gemalte Bilder, die Szenen aus dem durch deutsche Fliegerangriffe verwüsteten Londons dieser Zeit darstellten, wurden 1941 in einer Ausstellung in der Galerie J Ledger & Son ausgestellt und anschließend als Wanderausstellung in andere Städte geschickt. Im selben Jahr veröffentlichte er ein umfassendes Buch über die britische Lebensart (London. The Face and the Mask). Zudem schrieb er Filmmusik, Librettos und Ballets.
Von den nationalsozialistischen Polizeiorganen wurde Leitgeber nach Kriegsausbruch als wichtige Zielperson eingestuft: Im Frühjahr 1940 setzte das Reichssicherheitshauptamt in Berlin ihn auf die Sonderfahndungsliste G.B., die im Falle einer erfolgreichen deutschen Invasion Großbritanniens durch die Sonderkommandos der SS-Einsatzgruppen mit besonderer Priorität ausfindig gemacht und verhaftet werden sollten.
Nach dem Zweiten Weltkrieg trat Leitgeber 1946 in den Dienst der Vereinten Nationen. Zunächst war er für Pressefragen in der Londoner Außenstelle zuständig. 1947 wurde er ins Informationsbüro der UN in Washington, D.C. versetzt und dann als ausführender Leiter (acting chief) im Außendienst (external services) verwendet. 1948 wurde er dann Direktor des UN-Informationszentrums in Neu-Delhi (UN Information Centre).
Ende der 1950er Jahre übernahm Leitgeber die Aufgabe die antiken Kulturschätze nachzumalen, die durch den Bau des Assuan-Staudamm zerstört werden würden.
Im Ruhestand betätigte Leitgeber sich weiterhin als Maler und schrieb mehrere Bücher. Außerdem bereiste Leitgeber den Fernen Osten, den Mittleren Osten, Afrika und Westeuropa. Mit dem Architekten Jan Stryjeński baute er ein Studiohaus in Genf.

## Familie
1948 heiratete er Marie Alice de Wilden, in zweiter Ehe Aleksandra Pulsaka.
Der zeitweilige polnische Außenminister Krzysztof Skubiszewski war ein Neffe von Leitgeber.

## Schriften
- Port kopenhaski, 1934.
- Walka portu kopenhaskiego o byt na przestrzeni wieków, 1934.
- Londyn, Oblicze i Maska, 1941.
- East and West in man's perennial quest, Kalkutta 1978.
- The Dardannelles and the Sound
- Rzym w radościach i troskach dawnej Polski, 1991.